# Cryptonychus
Cryptonychus is een geslacht van kevers uit de familie bladkevers (Chrysomelidae).
De wetenschappelijke naam van het geslacht werd in 1817 gepubliceerd door Leonard Gyllenhaal.

## Soorten
- Cryptonychus angusticpes Gestro, 1907
- Cryptonychus apicalis Pic, 1924
- Cryptonychus apiciornis Kolbe, 1899
- Cryptonychus barombicus Kolbe, 1899
- Cryptonychus breviceps Weise, 1911
- Cryptonychus brevicollis Gestro, 1906
- Cryptonychus crassirostris Gestro, 1906
- Cryptonychus cribicollis Gestro, 1906
- Cryptonychus devius Kolbe, 1899
- Cryptonychus discolor Gestro, 1906
- Cryptonychus dubius Baly, 1858
- Cryptonychus exiguus Spaeth, 1933
- Cryptonychus extremus Péringuey, 1898
- Cryptonychus ferrugineus Spaeth, 1933
- Cryptonychus gracilicornis Kolbe, 1899
- Cryptonychus interpres Kolbe, 1899
- Cryptonychus kolbei Weise, 1913
- Cryptonychus leonardi Gestro, 1906
- Cryptonychus leoninus Spaeth, 1933
- Cryptonychus lienotus Kolbe, 1899
- Cryptonychus murrayi Baly, 1858
- Cryptonychus neavei Spaeth, 1933
- Cryptonychus nigrofasciatus Pic, 1934
- Cryptonychus porrectus (Gyllenhaal, 1817)
- Cryptonychus procerus (Weise, 1915)
- Cryptonychus proboscideus Thomson, 1858
- Cryptonychus schoutedeni (Uhmann, 1937)
- Cryptonychus sorex Uhmann, 1954
- Cryptonychus striolatus (Uhmann, 1936)
- Cryptonychus tenuirostris Gestro, 1906